# Алексеевка (Матвеево-Курганский район)
Алексе́евка — село в Матвеево-Курганском районе Ростовской области.
Административный центр Алексеевского сельского поселения.

## География

### Улицы
| - ул. Ворошилова, - ул. Гагарина, - ул. Гоголя, - ул. Дачная, - ул. Заречная, | - ул. Лесная, - ул. Миусская, - ул. Молодёжная, - ул. Советская, - ул. Щорса. |

## История
Слобода Алексеевка (которая изначально называлась слобода Иловайского) была основана 4 апреля 1777 года казачьим атаманом Алексеем Ивановичем Иловайским на правом берегу реки Миус на месте владении в него речки Крынка. Вскоре атаман открыл здесь первую деревянную церковь, освящённую во имя святых Иоакима и Анны, которая была куплена на его средства и перенесена из станицы Усть-Хоперской.
В 1817 году в слободе имелось 227 дворов, число жителей составляло около 1 900 человек.
В 1818 году в слободе были проведены четыре ярмарки. 6 декабря 1821 года на средства вдовы Иловайской в слободе построена новая каменная церковь.
В 1888 году в состав территории области Войска Донского вошли Ростовский уезд и Таганрогское градоначальство, которые были объединены с Миусским округом и переименованы в Таганрогский округ. Примерно в это же время здесь начинает работу церковно-приходское училище. По новому административно-территориальному делению слобода Алексеевка теперь уже входила в состав Алексеевской волости. Дворов в Алексеевке насчитывалось 328, общее число жителей составляло почти 2000 человек.
В 1920 году, после установления на Дону советской власти село Алексеевка вошло в состав Курганской волости Таганрогского округа.
23 марта 1920 года постановлением СНК и ВЦИК Таганрогский округ был передан Донецкой губернии Украины. По новому Административно-территориальному делению Курганская волость была отнесена к Донецкой губернии.
В 1923 году Курганская волость оказалась объединена с Покровской волостью и вошла в Матвеево-Курганский район.
С 1 октября 1924 года Таганрогский округ Донецкой губернии Украины отошел к Юго-Восточному краю. В составе округа отошли населенные пункты Матвеево-Курганского района.
В 1930 году в Алексеевке был сформировна первый колхоз
13 сентября 1937 года постановлением ЦИК СССР Азово-Черноморский край был разделен на Ростовскую область с центром в городе Ростов-на-Дону и Краснодарский край с центром в городе Краснодар. Матвеево-Курганский район вошел в состав Ростовской области.
17 октября 1941 года Матвеево-Курганский район был оккупирован немецкими войсками и был освобождён лишь 30 августа 1943 года частями Красной Армии после кровопоролитных боёв.
Сразу после освобождения продолжила свою работу школа и колхоз в Алексеевском сельсовете.
18 июня 1954 года президиумом Верховного Совета РСФСР были упразднены Александровский и Староротовский сельсоветы, а их территория была присоединена к Алексеевскому сельсовету Матвеево-Курганского района. С этого времени территория населенных пунктов Алексеевка, Александровка, Белогорский, Надежда, Писаревка, Степанов вместе с расположенными на их территории колхозами вошли в состав Алексеевского сельсовета.
31 декабря 2005 года прекратила свое существование администрация Алексеевского сельсовета и было образовано Алексеевское сельское поселение с административным центром в селе Алексеевка.

## Население
| 2010 |
| ---- |
| 954  |